# VfB Fichte Bielefeld
Maillots
Dernière mise à jour : 15 avril 2011.
La VfB Fichte Bielefeld est un club sportif allemand localisé à Bielefeld, en Rhénanie du Nord/Westphalie.
Le club tire son nom actuel d’une fusion survenue, en 1999, entre le VfB 03 Bielefeld et le SpVgg 06/07 Fichte.
Outre le Football, le club propose des sections d’athlétisme, de boxe, de gymnastique, de fitness, de handball, de judo, de tennis, de tennis de table…

## Repères historiques
- 1903 - 26/06/1903, fondation du BIELEFELDER SPORT-KLUB CHERUSKIA.
- 1906 -  fondation du SPORT-CLUB CONCORDIA 1906 BIELEFELD.
- 1907 - BIELEFELDER SPORT-KLUB CHERUSKIA fut renommé VEREIN für BEWEGUNGSPIEL 03 BIELEFELD.
- 1907 - fondation du ERSTE BIELEFELDER SPORT-CLUB EINTRACHT 1907.
- 1911 - fondation du SPORTVEREIN TEUTONIA 1911 BIELEFELD.
- 1921 - fusion du SPORT-CLUB CONCORDIA 1906 BIELEFELD et du SPORTVEREIN TEUTONIA 1911 BIELEFELD pour former SPORTVEREIN 06 BIELEFELD.
- 1925 - fusion du SPORTVEREIN 06 BIELEFELD avec le ERSTE BIELEFELDER SPORT-CLUB EINTRACHT 1907 pour former le BIELEFELDER SPIELVEREINIGUNG 06/07.
- 1926 - BIELEFELDER SPIELVEREINIGUNG 06/07 engloba le SPORTVEREIN SIEKER.
- 1933 - dissous par les Nazis, le FREIE TURNERSCHAFT FICHTE vit ses membres rejoindre le BIELEFELDER SPIELVEREINIGUNG 06/07 qui prit le nom de SPIELVEREINIGUNG 06/07 FICHTE.
- 1968 - échec d'une tentative de fusion entre le VEREIN für BEWEGUNGSPIEL 03 BIELEFELD et le SPIELVEREINIGUNG 06/07 FICHTE.
- 1999 - fusion entre le VEREIN für BEWEGUNGSPIEL 03 BIELEFELD et le SPIELVEREINIGUNG 06/07 FICHTE pour former le VEREIN für BEWEGUNGSPIEL FICHTE BIELEFELD.

## Histoire (football)

### VfB 03 Bielefeld

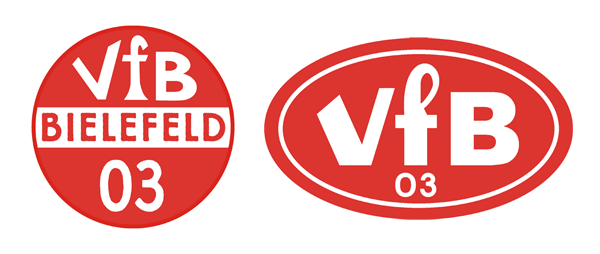
ancien logos du VfB 03 Bielefeld

Le club fut créé le 3 mars 1903 sous la dénomination de Bielefelder SK Cheruskia. En 1907, il fut renommé VfB 03 Bielefeld.
Le club commença à évoluer dans les séries inférieures d’Allemagne occidentale. En 1912, le VfB 03 Bielefeld évoluait en A-Klasse Westfalen (Gruppe Ost). Il se classa 2e derrière le SC Preussen Münster.
Lors du déclenchement de la Première Guerre mondiale, les compétitions furent interrompues et il n’y eut plus que des rencontres au niveau local. Dans la Bezirksliga Ravensberg-Lippe, le VfB 03 termina à égalité de points ave 1. Bielefelder FC Arminia, son rival local qu’il battit lors d’un match d’appui (1-0). Le VfB 03 Bielefeld gagna aussi la Bezirkspokal (coupe de district) devant le Arminia (2-1).
Après le conflit, le VfB 03 évolua avec des résultats variables dans le Groupe Ost de la Bezirksklasse Westfalen (renommé plus tard Bezirksliga Westfalen). Cette ligue était à l’époque dominée par le FC Arminia. 
En 1928, le VfB 03 Bielefeld gagna son groupe mais perdit la finale de Westphalie contre le Borussia Rheine. Commença alors une période de succès. En 1930, le VfB 03 fut "Westfalen Meister" (Champion de Westphalie)  mais manqua la qualification pour le tour final de peu. L’année suivante, le club réussit mieux. Il participa au tour final du championnat d’Allemagne occidentale. Il y élimina l’Alemannia Aachen et le Meidericher SV (par tirage au sort). En finale, il s’inclina contre le Fortuna Düsseldorf. Vice-champion, le VfB 03 Bielefeld participa alors à la phase finale nationale. Il fut éliminé (2-5), en huitièmes de finale, le 10 mai 1931, au Rote Erdestadion de Dortmund par le Hertha Berlin, futur champion national.
En janvier 1933, dès leur arrivée au pouvoir, Adolf Hitler et son NSDAP placèrent l’Allemagne sous la botte de la dictature militariste et nationaliste. Les Nazis exigèrent une réforme des compétitions de football. Ce fut l’instauration des Gauligen. Le VfB 03 Bielefeld manqua la qualification pour la Gauliga Westfalen et fut versé en Bezirksliga Ostwestfalen.
En 1934, le VfB 03 échoua lors du tour final derrière le SV Union Recklinghausen qui avait un meilleur Torquotient. Lors des deux saisons suivantes, le club trébucha de nouveau lors du tour final avant de devoir laisser la prédominance au DSC Arminia pendant deux autres saisons.
En 1939, le VfB 03 Bielefeld fut champion en Bezirksliga Ostwestfalen et réussit à faire le bond vers la Gauliga Westfalen. La première saison du club dans la plus haute ligue de l’époque fut excellente avec une victoire (3-1) contre le FC Schalke 04, véritable "géant" de l’époque et une 5e place finale (ce fut une des six défaites seulement concédées par les "Königsblauen" durant les 12 ans d’existence de la Gauliga Westfalen). Le VfB 03 redescendit en 1942.
Le 25 juillet 1943, le VfB 03 Bielefeld forma une association de guerre (en Allemand: Kriegspielgemeinchaft – KSG) avec le DSC Arminia Bielefeld pour jouer sous la dénomination de KSG Bielefeld. Celle-ci  ne put éviter la 10e et dernière place en Gauliga Westfalen lors de la saison 1943-1944.

En 1945, le club fut dissous par les Alliés, comme tous les clubs et associations allemands (voir Directive no 23). Les responsables du VfB 03 Bielefeld et ceux du DSC Arminia Bielefeld envisagèrent de poursuivre la KSG par une fusion mais cela ne se fit pas. Les deux cercles furent reconstitués distinctement.
En 1947, le VfB 03 Bielefeld manqua la qualification pour l’Oberliga West. En 1950, le club remporta son groupe et le titre de Westphalie devant le TSV Detmold (1-1 et 0-4) et monta ainsi en 2. Oberliga West, une ligue située au 2e niveau de la hiérarchie.
Le club joua deux saisons en 2. Oberliga West puis redescendit. Directement champion en 1953, le VfB 03 Bielefeld renonça à son droit de monter mais participa au Championnat d’Allemagne Amateur où il atteignit les demi-finales. Il s’inclina devant le Homberger SpV.
En 1955, le club lutta pour le titre avec l’Eintracht Gelsenkirchen. Les deux clubs s’affrontèrent lors de la dernière journée. Le partage (0-0) qui sanctionna ce match offrit le championnat à l’Eitnracht. Comme le SV Bergisch Gladbach 09 Mittelrhein Meister et son vice-champion, le Stolberger SV refusèrent de monter, un tour de repêchage fut organisé. À Dortmund, le VfB 03 Bielefeld battit le Homberger SpV (2-1) et retrouva la 2. Oberliga West. Dans ce qui fut la dernière saison où le VfB 03 Bielefeld évolua dans une division supérieure au DSC Arminia, le VfB 03 termina dernier et redescendit.
Le club fut ainsi un des fondateurs de la nouvelle Verbandsliga Westfalen, créée au 3e niveau. En 1962, le DSC Arminia monta en la 2. Oberliga West et depuis lors les deux clubs ne jouèrent plus jamais dans la même série.
À la fin de la saison 1962-1963, intervint une grande réforme des ligues. D’une part, ce fut la création de la Bundesliga tout en haut de la hiérarchie et d’autre part, au 2e niveau, la 2. Oberliga West fut dissoute et remplacée par la Regionalliga West. La Westdeutscher Fußball-und Leichtathletikverband (WFLV) eut le droit de qualifie rune équipe pour cette ligue. Un tour final regroupa les champions des différentes Verbandsliga d’Allemagne occidentale. La finale opposa le VfB 03 Bielefeld au Lüner SV. Battu (1-3), le VfB 03 loupa l’occasion de remonter au 2e niveau.
Dans le courant des années 1960, le club resta en Verbandsliga Westfalen, décrochant la place de vice-champion en 1964 derrière l’Eintracht Gelsenkirchen.
En 1968, une fusion fut négociée avec le SpVgg 06/07 Fichte. Le nom de la nouvelle entité (1. Bielefelder SpVgg) avait déjà été avancé quand le dossier capota et retourna dans les cartons pour plus de trente ans.
En 1970, le VfB 03 Bielefeld vendit son stade à la société "Marklauf" qui construisit un supermarché sur le site. Le club s’installa alors "an der Russheide". La même année, le club remporta le Groupe Nord puis la finale donnant droit au titre de "Westfalen Meister" contre le Rot-Weiss Lüdenscheid (2-1). Lors du tour final pour la montée en Regionalliga West, le cercle fut opposé à Lüdenscheid, au Viktoria Köln ("Mittelrhein Meister") et à l’Union Ohligs ("Niederrhein Meister"). Le VfB 03 débuta par une victoire (3-0) contre Cologne mais perdit ensuite les cinq autres rencontres et termina dernier. Étant donné que deux clubs "de l’Ouest", le Rot-Weiss Essen et le Fortuna Düsseldorf avaient décroché les deux places montantes vers la Bundesliga, l’avant-dernière place aurait été suffisante pour atteindre le 2e étage de la pyramide. Ce fut donc une nouvelle occasion manquée pour le VfB 03 Bielefeld !
Dans les années suivantes, les résultats sportifs furent nettement moins brillants. En 1974, le club se sauva de justesse mais l’année suivante, il perdit un barrage pour une relégation éventuelle contre le SuS Hüsten 09 (2-1 et 2-2). Comme un club de la Fussball-und Leichtathletik-Verband Westfalen (FLVW), le SC Westfalia Herne, fut promu en 2. Bundesliga et qu’aucune équipe de cette zone ne descendit, le VfB 03 Bielefeld fut sauvé. 
En 1976, le VfB 03 Bielefeld termina avec le maigre bilan de 6 sur 32. Il descendit au 4e niveau. Il échoua à remonter directement en finissant derrière le TuS Schloss Neuhaus. Lorsqu’en 1978, fut créée l’Oberliga Westfalen au 3e étage de la pyramide du football allemand, le cercle se retrouva au 5e niveau.
En 1980, sous la conduite de l’entraîneur Peter Albersmeier, le VfB 03 Bielefeld monta en Verbandsliga Westfalen (niveau 4). Quatrièmes l’année suivante, "Die Roten" (les rouges, surnom du VfB 03) s’établirent en milieu de classement.
Mais en 1986, le cercle fut relégué en Landesliga Westfalen (niveau 5) puis en Bezirksliga (niveau 6) l’année suivante. 
Après trois saisons, le club remonta.
En 1996, le VfB 03 Bielefeld fit son retour Verbandsliga Westfalen qui deux ans auparavant était devenue une ligue de niveau 5 à la suite de l’instauration des Regionalligen, au 3e étage.
Dans les saisons qui suivirent, le cercle joua à l’ascenseur entre les 5e et 6e niveau de la hiérarchie.
À la fin de la saison 1998-1999, le VfB 03 Bielefeld fusionna avec le SpVgg 06/07 Fichte pour former le VfB Fichte Bielefeld.

### SpVgg Fichte

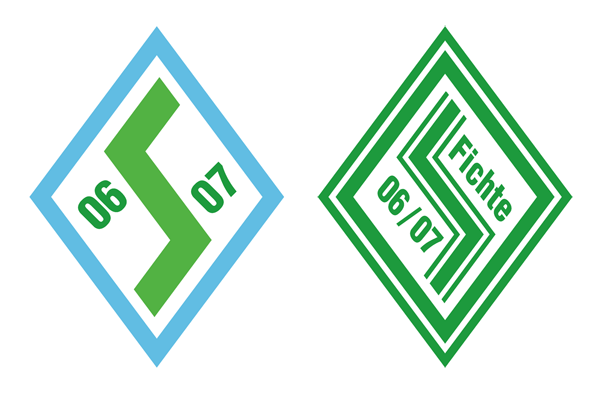
ancien logos du SpVgg Fichte

Ce club fut le résultat de plusieurs fusions. En 1921, se forma le SV 06 Fichte par la fusion entre le SC Concordia 1906 et du SV Teutonia 1911.
En 1925, le SV 06 Fichte fusionna avec le 1. Bielefelder SC Eintracht 1907 pour former le Bielefelder Spielvereinigung 06/07 ou Bielefelder SpVgg 06/07. Un an plus tard fut englobé le SV Sieker.
Parallèlement à ces clubs, exista un club travailliste, le Freie Turnerschaft Fichte ou FTS Fichte. Ce cercle fut dissous dès après l’arrivée au pouvoir des Nazis en 1933. De nombreux membres du club disparu  rejoignirent le Bielefelder SpVgg 06/07 qui prit le nom de Spielvereinigung Fichte 06/07 ou SpVgg 06/07 Fichte. 
En 1928 et en 1930, le cklub monta en Bezirksliga Westfaleneo (Groupe Ost, une ligue située au 2e niveau de l’époque directement en dessous de la Gauliga Westfalen). 
En 1945, le club fut dissous par les Alliés, comme tous les clubs et associations allemands (voir Directive no 23). Il fut rapidement reconstitué.
En 1954, le SpVgg 06/07 Fichte monta en Landesliga Westfalen, une ligue placée au 3e rang à cette époque. Relégué après une saison, le cercle remonta en 1958 alors que depuis deux saisons cette ligue avait pris le nom de Verbandsliga Westfalen. 
En 1970, des négociations avec le VfB 03 Bielefeld en vue d’une fusion s’arrêtèrent alors que tout semblait acquis (voir ci-dessus).
En 1975, le SpVgg 06/07 Fichte fut relégué en Bezirksliga (niveau 6). Il mit deux ans avant de retrouver la Landesliga Westfalen puis encore deux autres pour remonter en Verbandsliga Westfalen.
Le club resta au 4e étage de la pyramide du football allemand jusqu’en 1985 puis descendit. Il remonta cinq ans plus tard.
En 1994, lors de l’instauration des Regionalligen au 3e rang, la Verbandsliga Westfalen recula au 5e. À partir de l’année suivante, le SpVgg 06/07 Fichte joua à l’ascenseur entre les 5e et le 6e niveau. 
À la fin de la saison 1998-1999, le SpVgg 06/07 Fichte fusionna avec le VfB 03 Bielefeld pour former le VfB Fichte Bielefeld.

### VfB Fichte Bielefeld
La fusion fut réussie car en 2001, le club fusionna remporta la Verbandsliga Westfalen et monta en Oberliga Westfalen, soit au 4e niveau à cette époque. Le VfB Fichte Bielefeld s’installa en milieu de tableau. La saison 2003-2004 fut la meilleure du club dans cette division. Avec l’ancien gardien International, Uli Stein, il occupa longtemps la 2e place et donna l’impression de pouvoir monter au 3e niveau. Il termina finalement quatrième alors que le titre revint au… DSC Arminia Bielefeld II.
En 2006, le VfB Fichte Bielefeld redescendit en Verbandsliga Westfalen, puis l’année suivante choisit de retourner volontairement en Landesliga Westfalen. Celle-ci devint le 7e niveau de la hiérarchie en 2008 lors de la création de la 3. Liga, en tant que "Division 3".
Le 11 juin 2008, le VfB Fichte Bielefeld joua la finale de la Westfalen Pokal (Coupe de Westphalie) contre le SC Preussen Münster qui s’imposa après prolongations (0-3). Qualifié pour la DFB-Pokal 2008-2009, le club joua au premier tour, contre le Borussia Mönchengladbach à la SchücoArena, et s’inclina logiquement (8-1)
Lors de la dernière journée de la saison 2009-2010, le VfB Fichte Bielefeld s’imposa contre le  DSC Arminia Bielefeld III (7-0) et profita du partage (1-1) concédé par son concurrent, Preussen Espelkamp au FC Bad Oeynhausen, pour en lever le titre du Groupe 1 de la Landesliga Westfalen-Ost.
En 2010, le VfB Fichte Bielefeld évolue en Westfalenliga (Groupe 1) – ex-Verbandsliga Westfalen - , soit au 6e niveau de la hiérarchie de la DFB. Le club lutte difficilement pour tenter de se maintenir.

## Palmarès

### VfB 03 Bielefeld
- Vice-champion d’ Allemagne occidentale : 1931.
- Champion de Westphalie : 1930, 1931, 1953, 1973.

### VfB Fichte Bielefeld
- Champion de la Verbandsliga Westfalen : 2001.
- Champion de la Landesliga Westfalen Ost, Groupe 1 : 2009.

- Finaliste de la Westfalen-Pokal (Coupe de Westphalie) : 2008.